# National Board of Review Awards 1975
La 47ª edizione dei National Board of Review Awards si è tenuta il 23 dicembre 1975.

## Classifiche

### Migliori dieci film
- Nashville, regia di Robert Altman
- Un colpevole senza volto (Conduct Unbecoming), regia di Michael Anderson
- Professione: reporter, regia di Michelangelo Antonioni
- Qualcuno volò sul nido del cuculo (One Flew Over the Cuckoo's Nest), regia di Miloš Forman
- Lies My Father Told Me, regia di Ján Kadár
- Barry Lyndon, regia di Stanley Kubrick
- Quel pomeriggio di un giorno da cani (Dog Day Afternoon), regia di Sidney Lumet
- Marlowe, il poliziotto privato (Farewell, My Lovely), regia di Dick Richards
- Il giorno della locusta (The Day of the Locust), regia di John Schlesinger
- Alice non abita più qui (Alice Doesn't Live Here Anymore), regia di Martin Scorsese
- Pazzo, pazzo West (Hearts of the West), regia di Howard Zieff

### Migliori film stranieri
- L'affare della Sezione Speciale (Section Spéciale), regia di Costa-Gavras
- Una breve vacanza, regia di Vittorio De Sica
- Stavisky il grande truffatore (Stavisky), regia di Alain Resnais
- Adèle H., una storia d'amore (L'histoire d'Adèle H.), regia di François Truffaut
- Travolti da un insolito destino nell'azzurro mare d'agosto, regia di Lina Wertmüller

## Premi
- Miglior film: Nashville, regia di Robert Altman ex aequo Barry Lyndon, regia di Stanley Kubrick
- Miglior film straniero: Adèle H., una storia d'amore (L'histoire d'Adèle H.), regia di François Truffaut
- Miglior attore: Jack Nicholson (Qualcuno volò sul nido del cuculo)
- Miglior attrice: Isabelle Adjani (Adèle H., una storia d'amore)
- Miglior attore non protagonista: Charles Durning (Quel pomeriggio di un giorno da cani)
- Miglior attrice non protagonista: Ronee Blakley (Nashville)
- Miglior regista: Robert Altman (Nashville) ex aequo Stanley Kubrick (Barry Lyndon)
- Menzione speciale: Ingmar Bergman per l'eccezionale trasposizione dall'opera allo schermo di Il flauto magico